# Saint-Gély-du-Fesc
Saint-Gély-du-Fesc är en kommun i departementet Hérault i regionen Occitanien i södra Frankrike. Kommunen ligger i kantonen Les Matelles som tillhör arrondissementet Montpellier. År 2022 hade Saint-Gély-du-Fesc 10 530 invånare.

## Befolkningsutveckling
Antalet invånare i kommunen Saint-Gély-du-Fesc
Referens:INSEE